# Kasteel van Kopenhagen
Het kasteel van Kopenhagen (Deens: Københavns Slot) was een kasteel op Slotsholmen in Kopenhagen, Denemarken. Het werd aan het einde van de 14e eeuw gebouwd op de plaats van het huidige Christiansborg-paleis.

## Geschiedenis
In 1167 stichtte bisschop Absalon (ca. 1128-1201) een fort op het eilandje Slotsholmen in de haven van Kopenhagen. Het bestond uit een binnenplaats met verschillende gebouwen en werd - ter bescherming - omringd door een muur. In de jaren na de sloop ervan werden de ruïnes op het eiland bedekt met grondwerken, waarop het nieuwe bolwerk, het kasteel van Kopenhagen, werd gebouwd. In 1343 nam koning Waldemar IV van Denemarken het kasteel van Absalon over, maar bij zijn dood in 1375 werd het eigendom van het bisdom Roskilde.

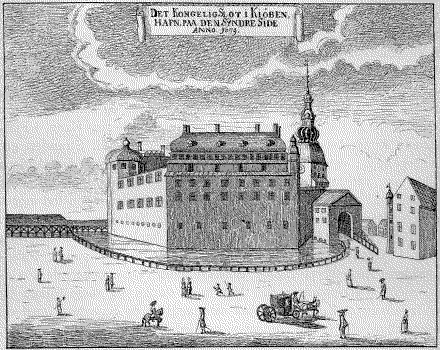
Een illustratie van het kasteel uit Atlas Danica van Peder Hansen Resen.

Het kasteel had een vliesgevel en was omgeven door een gracht met een binnendiameter van ongeveer 50 meter en met een grote, stevige toren als toegangspoort. Het was nog steeds eigendom van de bisschop van Roskilde totdat koning Erik van Pommeren zich in 1417 de rechten op het kasteel toe-eigende.
Vanaf het midden van de 15e eeuw deed het kasteel dienst als hoofdverblijfplaats en regeringscentrum van de Deense monarchie. Het kasteel werd meerdere malen uitgebreid en herbouwd. Koning Christiaan IV voegde een spits toe aan de grote toegangstoren, die onder de naam Blåtårn (Deens voor 'blauwe toren') bekendheid verwierf als gevangenis. In de jaren 20 van de 18e eeuw herbouwde koning Frederik IV het kasteel volledig, maar het werd zo zwaar dat de muren begonnen te bezwijken en te barsten. Het werd dan ook voor zijn opvolger, koning Christiaan VI, meteen na zijn troonsbestijging in 1730 duidelijk dat er een geheel nieuw kasteel gebouwd moest worden. In 1731 begon men met de sloop van het overbelaste en verouderde kasteel van Kopenhagen om plaats te maken voor het eerste Christiansborg-paleis.